# Acaropeltis costaricensis
Acaropeltis costaricensis är en svampart som beskrevs av Petr. 1937. Acaropeltis costaricensis ingår i släktet Acaropeltis, divisionen sporsäcksvampar och riket svampar.   Inga underarter finns listade i Catalogue of Life.